# Веснарка
Веснарка — полонина на Чорногірському хребті в Українських Карпатах.
Розташована на шляху між селом Зелене та горою Піп Іван Чорногорський.
На полонині традиційно випасають худобу вівчарі. Тут є сироварня, поруч з нею джерело. Влітку тут проживають пастухи, також є руїни старої колиби.
Неподалік полонини Веснарка розташоване озеро Марічейка. З полонини відкривається вид на Гринявські гори.
Через полонину проходить туристичний маршрут на гору Піп-Іван.

## Світлини

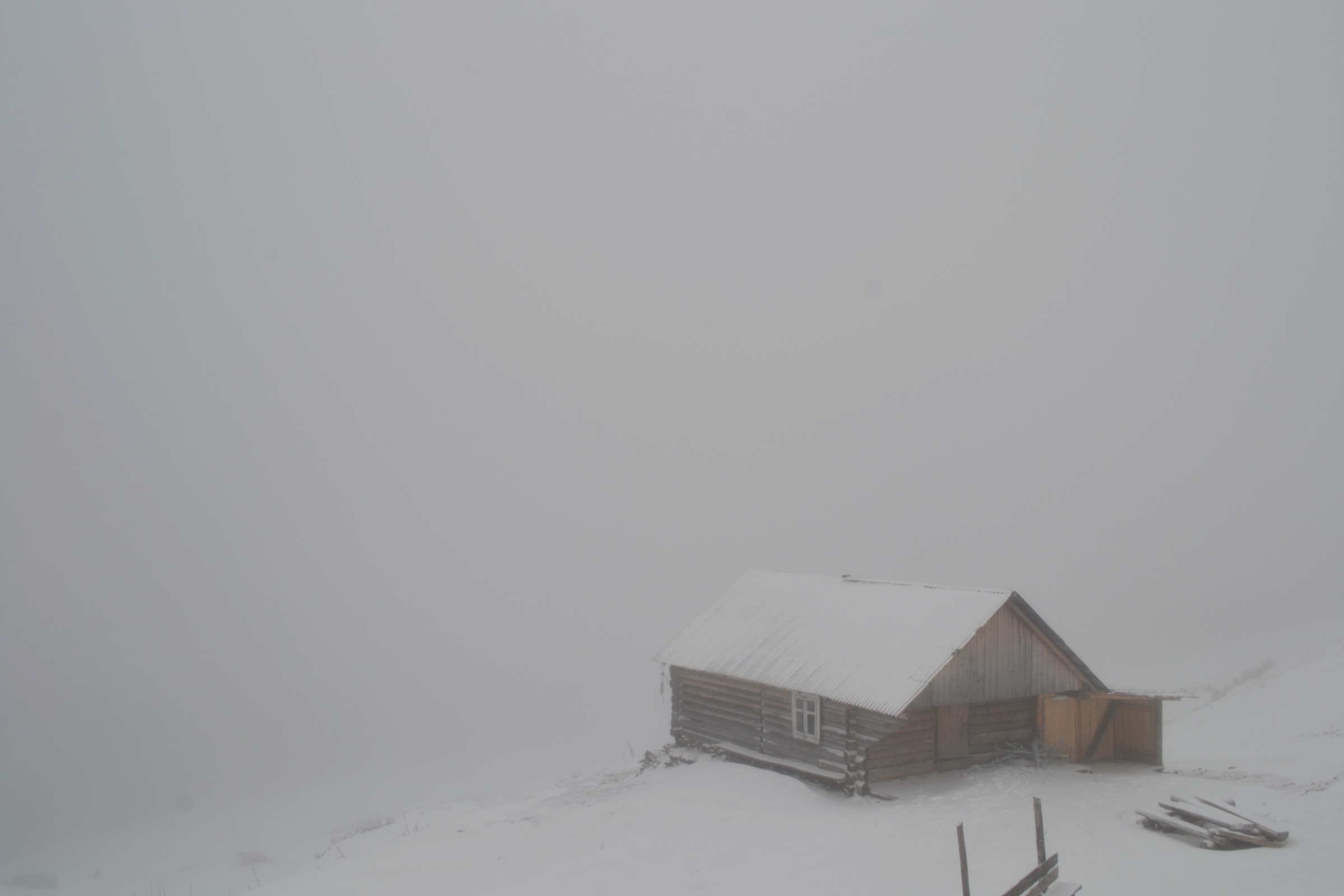
Сироварня та туристичний притулок взимку
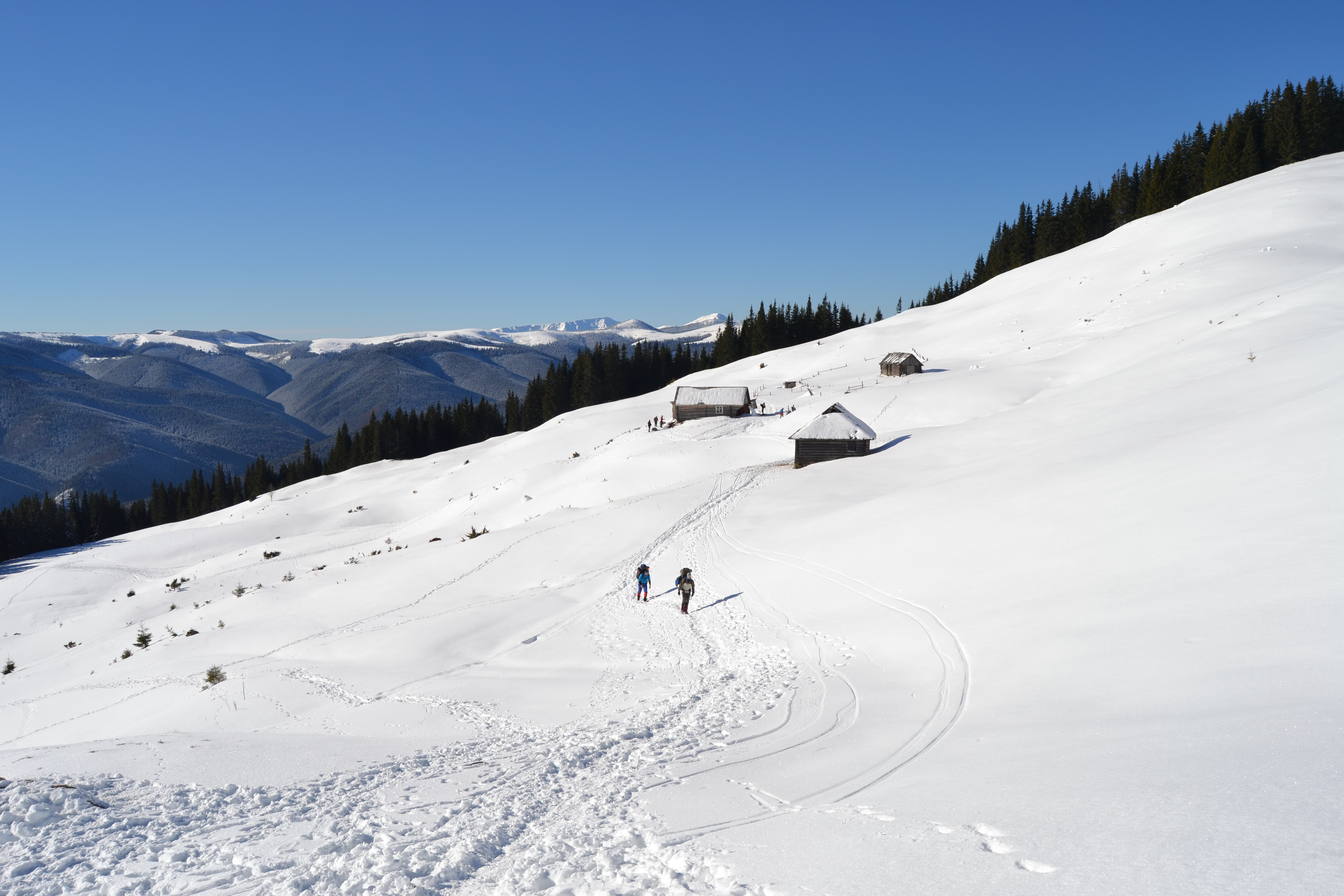
Полонина взимку